# サーシャ・バイン
サーシャ・バイン（Sascha Bajin, 1984年10月4日 - ）は、ドイツのテニスコーチで、元テニス選手。本名はアレクサンダー・バイン（Aleksandar Bajin）。
2007年からセリーナ・ウィリアムズのトレーニングパートナーを8年間務め、2017年から2018年までは、キャロライン・ウォズニアッキのサポートチームで1シーズン、トレーニングパートナーを務めた。2018年のシーズンから2019年2月半ばまで、大坂なおみのコーチであった。2019年からは、クリスティナ・ムラデノビッチのコーチとなる。
2020年シーズンでは、ダヤナ・ヤストレムスカのコーチに就任する予定。

## 来歴
バインは、ミュンヘン郊外のフェルトモヒングでセルビア系ドイツ人の家族で育った。彼の父もテニスをやっていたことがあり、プロテニス選手になりたがっていたバインにテニスの手ほどきをしてくれた。しかし、バインが15歳の時に父は交通事故による不慮の死を遂げ、彼はテニスでキャリアを開くという関心を失ってしまった。
それでも彼はテニスのブンデスリーガ2部のイフィトス・ミュンヘンでプレーをした。1990年代後半にはシングルスのテニス選手として活動。シングルでの最高ランキングは1165位であった。
ミュンヘン時代の同僚のすすめで当時コーチとしても活動していたバインは、23歳でセリーナ・ウィリアムズのヒッティング・パートナー（トレーニングパートナー）になる決心をした。彼は、2007年から2015年までフロリダでウィリアムズの練習相手を務めた。2018年12月、彼は女子テニス協会 (WTA) から年間最優秀コーチの表彰を受けた。

## 著書
- 『心を強くする「世界一のメンタル」50のルール』2019年 飛鳥新社 ISBN 9784864106979 翻訳:高見浩